# Amadeusz Sabaudzki-Aosta

Herb rodziny Sabaudzkiej-Aosta

Amadeusz Sabaudzki-Aosta (Amadeusz Humbert Jerzy Paweł Konstantyn Helena Florentius Maria Zvonimir) wł. Amedeo Umberto Giorgio Paolo Costantino Elena Fiorenzo Maria Zvonimir (ur. 27 września 1943 we Florencji, zm. 1 czerwca 2021 w Arezzo) – włoski przedsiębiorca, członek dynastii sabaudzkiej.

## Życiorys

### Rodzina
Amadeusz Sabaudzki-Aosta był jedynym synem Ireny Greckiej i Aimone Sabaudzkiego. Jego ojciec był czwartym księciem Aosty, a później (pod imieniem Tomisław II) królem Chorwacji. Jego stryjem był Amedeo d’Aosta, nazywany "Księciem z Żelaza". Z kolei dziadkiem Amadeusza był Emanuel Filibert Sabaudzki-Aosta, który nosił przydomek „Książę Niezwyciężony”. 

### Narodziny
Amadeusz Sabaudzki-Aosta urodził się 27 września 1943 roku w willi Cisterna położonej niedaleko Florencji. Po urodzeniu otrzymał tytuł księcia Apulii, a po abdykacji swego ojca z tronu Chorwacji w 1943 roku stał się królem Chorwacji, uznanym przez lojalistów; pozostał nim do upadku tego państwa w 1945. 26 lipca 1944 roku na rozkaz Heinricha Himmlera, Amadeusz wraz z matką Ireną Grecką oraz kuzynkami Małgorzatą i Marią Krystyną, córkami wuja Amadeusza (trzeciego księcia Aosty) i księżnej Anny Orleańskiej, zostali deportowani przez Niemców do obozu dla internowanych w Austrii w Hirschegg, w pobliżu Graz.

### Wyzwolenie i powrót do Włoch

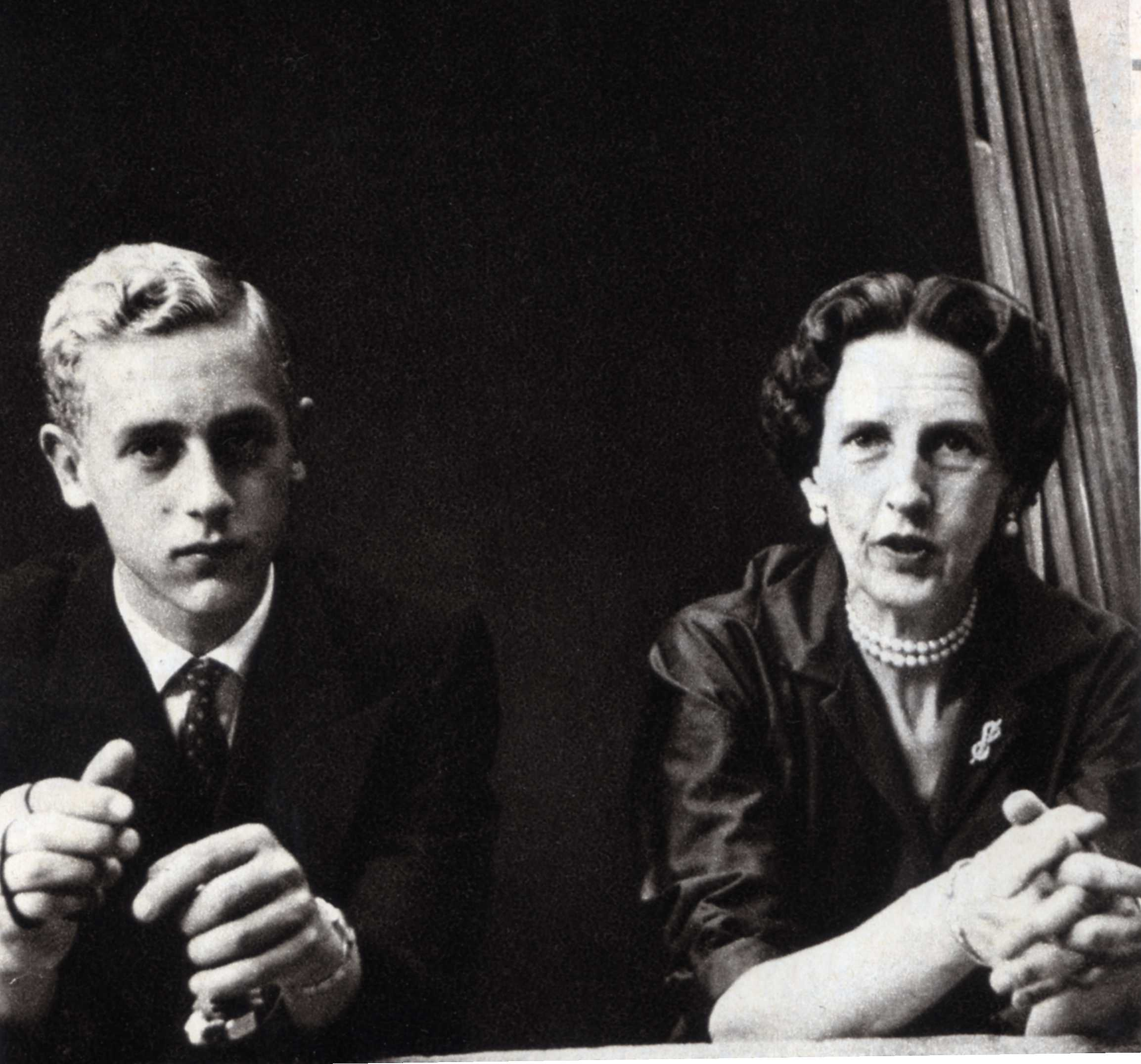
Amadeusz Sabaudzki-Aosta z matką

Po zwolnieniu z internowania w Hirschegg w maju 1945 roku, kilka tygodni spędził w Szwajcarii. 7 lipca 1945 Irena Grecka z synem powrócili do Włoch. Zatrzymali się w Mediolanie, gdzie Aimone po raz pierwszy zobaczył syna, następnie udali się do Neapolu. Tam Amadeusz poznał swoją babkę - Helenę Orleańską. Irena i Amadeusz osiedlili się w Fiesole we Włoszech, w pobliżu Florencji.
W 1948 roku jego ojciec zmarł na zawał w Buenos Aires. 
W związku z utratą ojca, Amadeusz otrzymał mentora – admirała Giulio Cerrina Ferroni. Studiował w Kolegium Querce we Florencji, a następnie w Kolegium Marynarki Wojennej Morosini w Wenecji oraz w Anglii. Uczęszczał na kursy w Akademii Marynarki Wojennej w Livorno, na zakończenie których brał udział w ćwiczeniach na Atlantyku i na Morzu Śródziemnym jako oficer. Amadeusz obronił również licencjat z politologii na uniwersytecie we Florencji.

### Dalsze życie
Amadeusz mieszkał w Toskanii w Castiglion Fibocchi. Był przedsiębiorcą rolnym (Wina Savoie Aosta). W 1996 roku został mianowany przedstawicielem gminy Palermo w Międzynarodowej Fundacji "Pro Herbario Mediterraneo", a od 1997 roku był jej prezesem.
W 2003 został mianowany przez Rząd Włoch na przewodniczącego stałego komitetu ds. zarządzania Rezerwatem na Wyspie Vivara. W tym samym roku został wskazany jako przykład w ramach Międzynarodowej Wystawy Kino Nomadów i Emigracji "Metix Film Festival". Ponadto był honorowym obywatelem Marigliano, Pantelleri i Abetone.

### Potomstwo

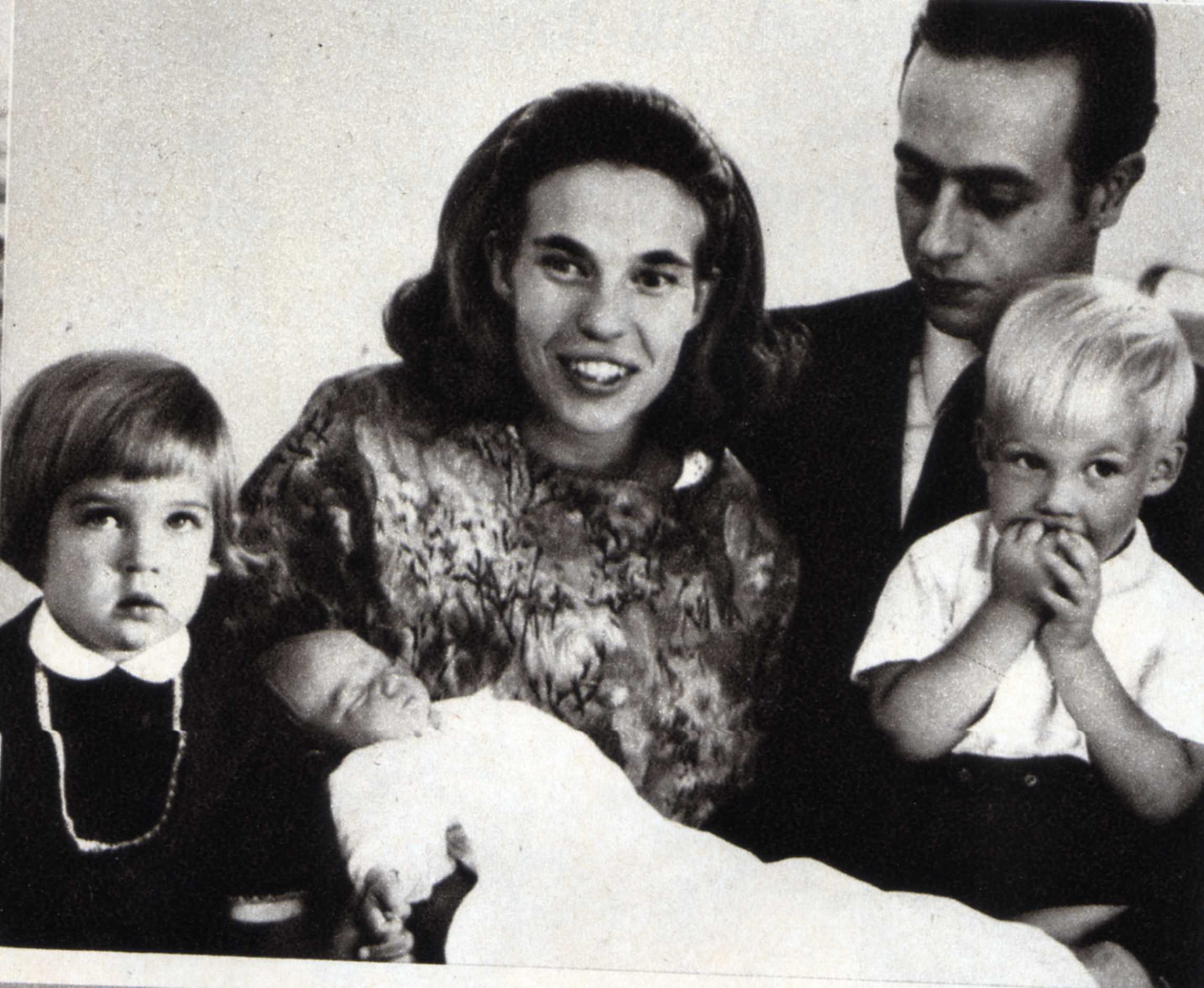
Amadeusz Sabaudzki-Aosta z żoną i dziećmi

Zgodnie z tradycją rodu Aosta, Amadeusz poślubił księżniczkę francuską - Klaudię Francuską (ur. 1943), córkę Henryka Orleańskiego, hrabiego Paryża i pretendenta do tronu Francji - z którą poznał się na ślubie swoich kuzynów, Jana Karola Hiszpańskiego i Zofii Greckiej. Małżeństwo zawarto 22 lipca 1964 roku, w Sintra w Portugalii. Świadkami pana młodego byli Jan Karol I Hiszpański i Humbert II Włoski.
Z małżeństwa urodzili się:
- Blanka Sabaudzka-Aosta (ur. we Florencji 2 kwietnia 1966). W 1988 roku wyszła za hrabiego Giberto Arrivabene Walentego Gonzaga (5 dzieci)[11].
- Aimone Sabaudzki-Aosta (ur. we Florencji 13 października 1967). W 2008 ożenił się z księżniczką Olgą Grecką (3 dzieci)[11].
- Matylda Sabaudzka-Aosta (ur. we Florencji 20 września 1969). W 1994 r. wyszła za księcia Aleksandra Ruffo z Calabrii (rozwiedzeni w Mediolanie 28 listopada 2000), a w 2001 roku za Franciszka Lombardo San Chirico (3 dzieci)[11].

Związek między Amadeuszem i Klaudią nie należał do udanych, co doprowadziło do ich rozwodu 26 kwietnia 1982. Małżeństwo zostało unieważnione przez Trybunał Roty Rzymskiej w Rzymie 8 stycznia 1987 roku. Amadeusz utrzymał opiekę nad dziećmi na podstawie „Borro”.
W dniu 30 marca 1987 roku w Bagheria koło Palermo Amadeusz ożenił się z Sylwią Paterno di Spedalotto, córką Wincentego Paterno, markiza Regiovanni, hrabiego Prades, barona Spedalotto i Roseanne Bellardo Ferraris z Celle.
Ponadto, ze związku z Janką van Ellinkhuizen, córką artysty i grawera Bertusa van Ellinkhuizen oraz sopranu i kierowniczki chóru Gabrieli Rossi, przyszła na świat Ginevra Maria Gabriela van Ellinkhuizen Sabaudzka-Aosta (urodzona w Mediolanie 20 marca 2006).

## Głowa Domu Sabaudzkiego

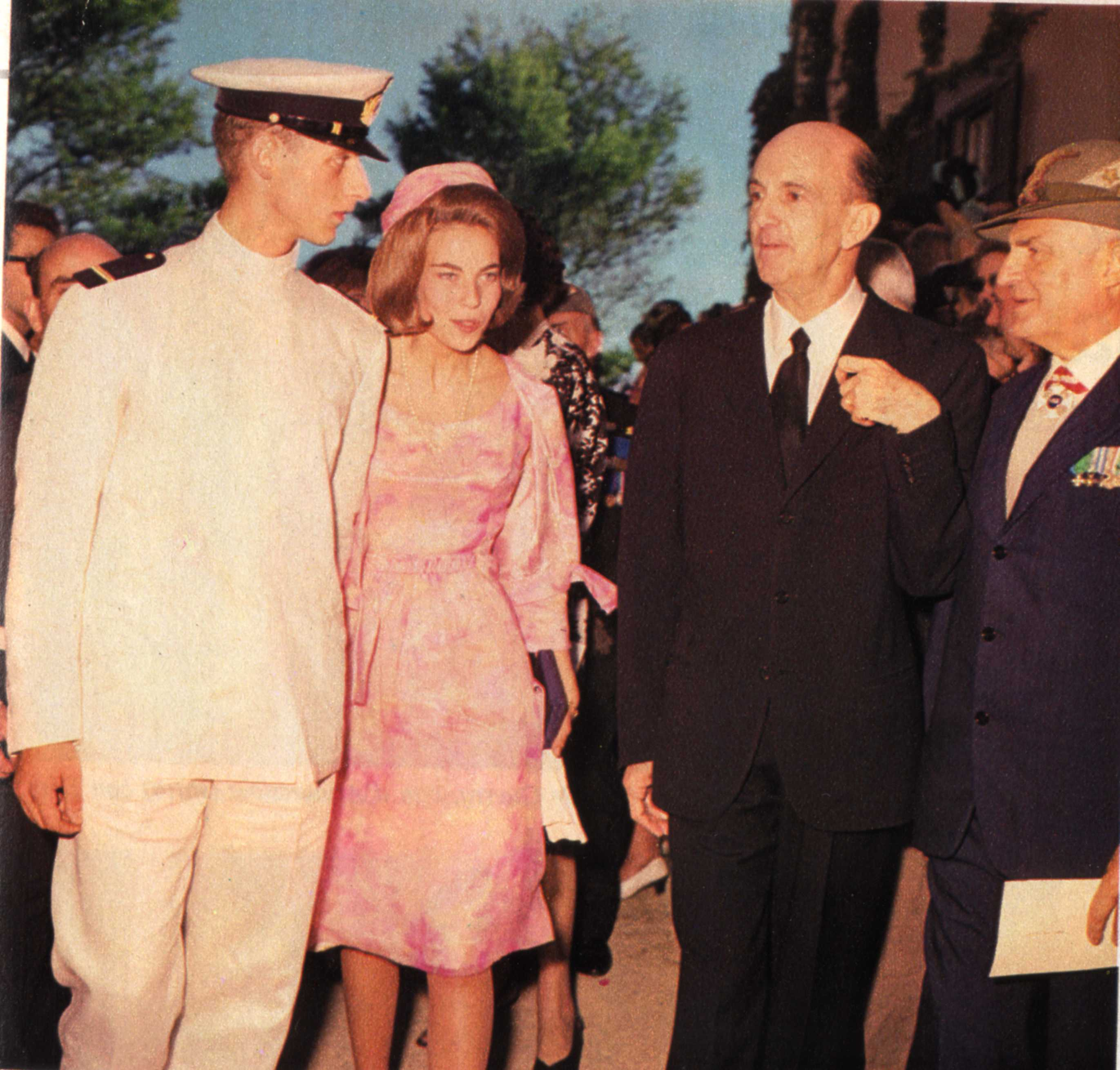
Amadeusz Sabaudzki-Aosta i Klaudia Orleańska rozmawiają z Humbertem II Sabaudzkim w przeddzień ich ślubu

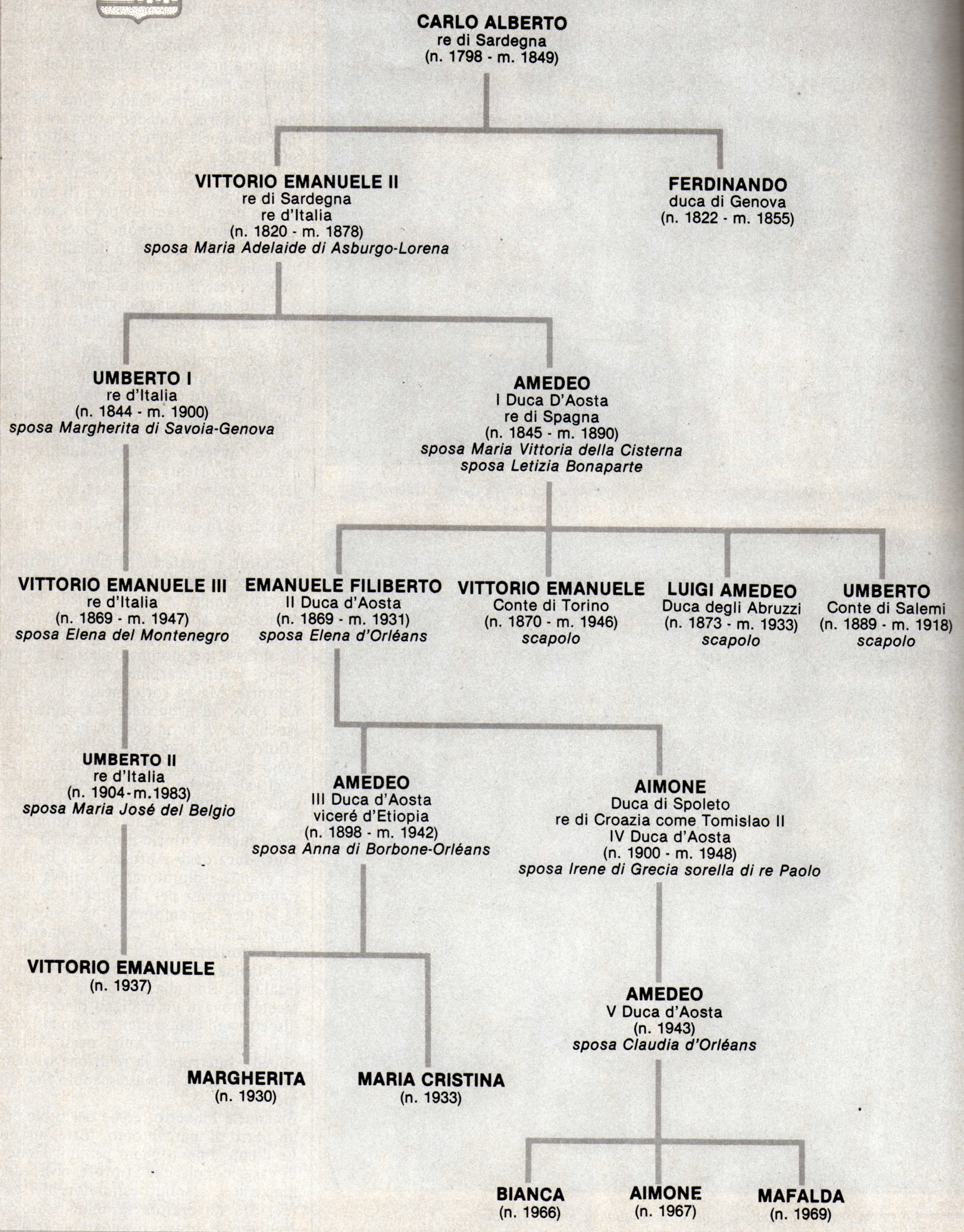
Dwie gałęzie dynastii Sabaudzkiej

Miejsce Amadeusza w kolejce do tronu było kwestią sporną: część rojalistów twierdziła, że był on Głową Domu Królewskiego, i w konsekwencji prawowitym pretendentem do tronu Włoch. Inni uważali, że Głową Domu jest Wiktor Emanuel Sabaudzki i że Amadeusz był trzeci w kolejce do sukcesji po Wiktorze Emanuelu i jego synu Emanuelu Filibercie. Spór toczy się wokół pytania, czy Wiktor Emanuel Sabaudzki, a za nim jego syn Emanuel Filibert, stracił wszelkie prawa do tronu Włoch, w następstwie czego na Amadeusza przeszłyby wszelkie prawa dynastyczne. 7 lipca 2006 roku Rady Senatorów Królestwa oficjalnie stwierdziła, że Amadeusz Sabaudzki jest niekwestionowaną głową domu Sabaudzkiego.
Według tej opinii, Amadeusz stał się następcą Humberta II. Formalnym powodem było małżeństwo Wiktora Emanuela Sabaudzkiego z osobą o innym pochodzeniu społecznym bez wyraźnej zgody suwerena w osobie głowy domu – tzw. sankcji królewskiej, określonej przez połączone przepisy art. 2 patentów Królewskich z 13 września 1782 Króla Sardynii Wiktora Amadeusza III Sabaudzkiego, królewskiego dekretu z 1890 o Domu Królewskim i art. 92 starego włoskiego kodeksu cywilnego. Tego samego dnia Amadeusz proklamował się księciem Sabaudii.
Kilku komentatorów sugerowało, że decyzja – lub przynajmniej wybór momentu jej ogłoszenia – była również wynikiem niedawnych spraw sądowych z udziałem syna ostatniego króla Włoch. Takie wyjaśnienie nie jest jednak konieczne dla uznania utraty praw za prawnie wiążącą, ponieważ wykluczenie z Domu Królewskiego i utrata wszystkich przywilejów, tytułów, stopni przez Wiktora Emanuela nastąpiła bezpośrednio i automatycznie ipso iure w czasie uroczystości zawarcia związku małżeńskiego.
Amadeusz jednak w przeszłości zgadzał się z niektórymi oświadczeniami Wiktora Emanuela, nawet tych nieprzychylnych wobec Rady Senatorów Królestwa, której przewodniczył Aldo Aleksander Mola. W wywiadzie dla "Corriere della Sera", w 2002 roku na pytanie Juliana Gallo czy wysuwa siebie jako kandydat na hipotetyczny tron we Włoszech odpowiedział:

Gdyby Włosi wyrazili taką wolę i mój kuzyn zrzekł się swoich praw byłbym gotów również podjąć swoje obowiązki dynastyczne.

Także w 2002 roku w swojej książce-wywiadzie stwierdził:

Postawmy sprawę jasno: głową Domu jest mój kuzyn Wiktor Emanuel, a po nim dziedzicem jest jego syn Emanuel Filibert.

Aldo Aleksander Mola, przewodniczący Rady Senatorów Królestwa, w odpowiedzi na roszczenia Emanuela Filibert, zgodnie z którym taki organ nie miałby prawa ogłosić Amadeusza z Aosty jako głowy Domu Sabaudzkiego, powiedział: 

Rada Senatorów Królestwa nigdy nie została rozwiązana. Stowarzyszenie zostało założone w dniu 20 stycznia 1955 r. przez około 160 senatorów, których akt woli został uznany bezpośrednio przez króla Humberta II, który w piśmie z dnia 3 lutego tego roku jako monarcha który nie abdykował i nie udał się dobrowolnie na emigrację nadał tej instytucji zadanie ochrony i kontynuacji wartości i pamięci politycznej i kulturalnej Senatu Królestwa.

Polemika trwa nadal, a dwie strony wciąż podtrzymują przeciwstawne tezy. Według Rocznika Szlachty Włoskiej od 1983 roku Głową Królewskiego Domu Włoch był Amadeusz, a po jego śmierci jego syn Aimone.

### Spór o nazwiskoSabaudzki

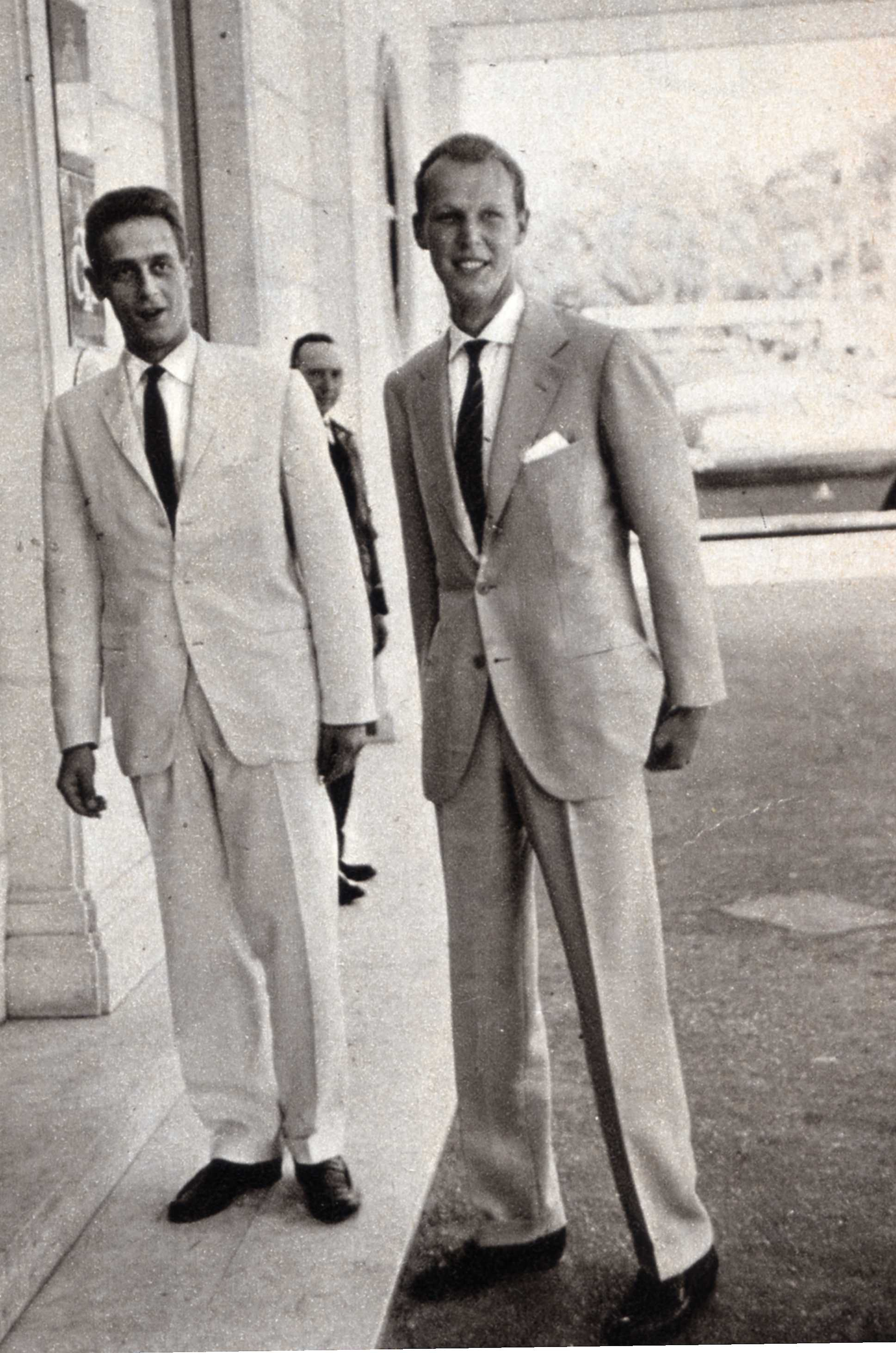
Amadeusz Sabaudzki-Aosta i Wiktor Emanuel Sabaudzki

We wrześniu 2006 roku, Wiktor Emanuel i jego syn Emanuel Filibert złożyli w urzędzie patentowym Unii Europejskiej wniosek o rejestrację herbu dziedzicznego księcia Włoch jako logo firmy, wraz z innymi elementami dziedzictwa heraldycznego Domu Sabaudzkiego. Działanie to skierowane było przeciwko wykorzystywaniu ich przez Amadeusza i Aimone Sabaudzkiego, którym zalecono używać pełnej formy nazwiska, Sabaudzki-Aosta.
Wiosną 2008 roku Wiktor Emanuel i jego syn Emanuel Filibert pozwali do sądu Amadeusza i Aimone, którzy używali samego nazwiska Sabaudzki (zamiast Sabaudzki-Aosta), co mogło potencjalnie stanowić bezprawne korzystanie z nazwiska.
W lutym 2010 roku sąd w Arezzo uznał Amadeusza i Aimone winnymi bezprawnego używania nazwiska Sabaudzki i nakazał wypłatę odszkodowania za szkody poniesione przez pozywającego w wysokości 50 000 euro. Jednak Amadeusz, który od urodzenia używał swobodnie zarówno nazwiska Sabaudzki, jak i Sabaudzki-Aosta (podobnie jak Luchino Visconti z Modrone, który przedstawia się Luchino Visconti), złożył odwołanie do sądu apelacyjnego. 15 września 2010 roku ogłoszono wyrok uchylający wyrok pierwszej instancji, co pozwoliło Amadeuszowi i jego synowi Aimone na używanie nazwiska Sabaudzki.

## Polityka
W latach dziewięćdziesiątych proponowano Amadeuszowi Sabaudzkiemu kandydowanie w wyborach lub przejęcie jakiegoś stanowiska w administracji. Powoływał się on jednak na swoją bezstronność i odrzucał każdą propozycję.
W 1992 roku PSDI zapraszała go do wzięcia udziału w wyborach do izby deputowanych z okręgu wyborczego Neapol. Najbliżej przekonania Amadeusza była partia partii Biegun Wolności w 1997 roku, która zaproponowała mu kandydowanie do samorządu miasta Turyn. 
Na sympozjum projektowania polityki w Arezzo w czerwcu 1997 przedstawił koncepcję utworzenia ponadpartyjnego ruchu monarchistycznego.

## Odznaczenia
Najwyższy Order Zwiastowania Najświętszej Marii Panny (Order Annuncjaty) w 1961
 Kawaler Krzyża Wielkiego Orderu Świętych Maurycego i Łazarza (Włochy)
 Kawaler Krzyża Wielkiego Orderu Korony Włoch
 Kawaler Krzyża Wielkiego Sabaudzkiego Orderu Cywilnego
 Kawaler Honoru i Dewocji Suwerennego Rycerskiego Zakonu Szpitalników św. Jana, z Jerozolimy, z Rodos i z Malty
 Baliw Wielkiego Krzyża świętego Konstantyńskiego Orderu Rycerskiego Świętego Jerzego
Wojskowy Medal Legii Wierności Stanów Zjednoczonych (członek honorowy)
Order Najwyższy Świętego Zwiastowania nie jest uznawany przez Państwo Włoskie, podczas gdy Zakon Świętych Maurycego i Łazarza zachował się jako organizacja szpitalna i działa w sposób przewidziany przez prawo. Tytuł Kawalera Honoru i Dewocji Suwerennego Rycerskiego Zakonu Szpitalników Świętego Jana, z Jerozolimy, z Rodos i z Malty został automatycznie uznany przez Republikę Włoską, a korzystanie z orderu Wielkiego Baliwa Sprawiedliwości Świętego Konstantyńskiego Orderu Rycerskiego Świętego Jerzego może być dozwolone na mocy dekretu Ministra Spraw Zagranicznych Republiki Włoskiej, na żądanie zainteresowanej osoby.

## Drzewo genealogiczne
| Amadeusz Sabaudzki | Ojciec: Aimone Sabaudzki-Aosta | Dziadek po mieczu: Emanuel Filibert Sabaudzki-Aosta | Pradziadek po mieczu: Amadeusz I Sabudzki                   | Prapradziadek po mieczu: Wiktor Emanuel II Sabaudzki            |
| Amadeusz Sabaudzki | Ojciec: Aimone Sabaudzki-Aosta | Dziadek po mieczu: Emanuel Filibert Sabaudzki-Aosta | Pradziadek po mieczu: Amadeusz I Sabudzki                   | Praprababka po mieczu: Maria Adelajda Habsburg-Lotaryńska       |
| Amadeusz Sabaudzki | Ojciec: Aimone Sabaudzki-Aosta | Dziadek po mieczu: Emanuel Filibert Sabaudzki-Aosta | Prababka po mieczu: Maria Wiktoria dal Pozzo della Cisterna | Prapradziadek po mieczu: Karol Emanuel dal Pozzo della Cisterna |
| Amadeusz Sabaudzki | Ojciec: Aimone Sabaudzki-Aosta | Dziadek po mieczu: Emanuel Filibert Sabaudzki-Aosta | Prababka po mieczu: Maria Wiktoria dal Pozzo della Cisterna | Praprababka po mieczu: Luiza Karolina Gizela di Merode          |
| Amadeusz Sabaudzki | Ojciec: Aimone Sabaudzki-Aosta | Babka po mieczu: Helena Orleańska                   | Pradziadek po mieczu: Filip Orleański                       | Prapradziadek po mieczu: Ferdynand Filip Orleański              |
| Amadeusz Sabaudzki | Ojciec: Aimone Sabaudzki-Aosta | Babka po mieczu: Helena Orleańska                   | Pradziadek po mieczu: Filip Orleański                       | Praprababka po mieczu: Helena Meklemburg-Schwerin               |
| Amadeusz Sabaudzki | Ojciec: Aimone Sabaudzki-Aosta | Babka po mieczu: Helena Orleańska                   | Prababka po mieczu: Maria Izabela Orleańska                 | Prapradziadek po mieczu: Antoni Orleański                       |
| Amadeusz Sabaudzki | Ojciec: Aimone Sabaudzki-Aosta | Babka po mieczu: Helena Orleańska                   | Prababka po mieczu: Maria Izabela Orleańska                 | Praprababka po mieczu: Ludwika Ferdynanda Burbon                |
| Amadeusz Sabaudzki | Matka: Irena Grecka            | Dziadek po kądzieli: Kostantyn I Grecki             | Pradziadek po kądzieli: Jerzy I Grecki                      | Prapradziadek po kądzieli: Chrystian IX Glücksburg              |
| Amadeusz Sabaudzki | Matka: Irena Grecka            | Dziadek po kądzieli: Kostantyn I Grecki             | Pradziadek po kądzieli: Jerzy I Grecki                      | Praprababka po kądzieli: Luiza Hessen-Kassel                    |
| Amadeusz Sabaudzki | Matka: Irena Grecka            | Dziadek po kądzieli: Kostantyn I Grecki             | Prababka po kądzieli: Olga Konstantinowna Romanowa          | Prapradziadek po kądzieli: Konstanty Mikołajewicz Romanow       |
| Amadeusz Sabaudzki | Matka: Irena Grecka            | Dziadek po kądzieli: Kostantyn I Grecki             | Prababka po kądzieli: Olga Konstantinowna Romanowa          | Praprababka po kądzieli: Aleksandra Sachsen-Altenburg           |
| Amadeusz Sabaudzki | Matka: Irena Grecka            | Babka po kądzieli: Zofia Hohenzollern               | Pradziadek po kądzieli: Fryderyk III Hohenzollern           | Prapradziadek po kądzieli: Wilhelm I Hohenzollern               |
| Amadeusz Sabaudzki | Matka: Irena Grecka            | Babka po kądzieli: Zofia Hohenzollern               | Pradziadek po kądzieli: Fryderyk III Hohenzollern           | Praprababka po kądzieli: Augusta Sachsen-Weimar                 |
| Amadeusz Sabaudzki | Matka: Irena Grecka            | Babka po kądzieli: Zofia Hohenzollern               | Prababka po kądzieli: Wiktoria Sachsen-Koburgo-Gotha        | Prapradziadek po kądzieli: Albert Sachsen-Koburg-Gotha          |
| Amadeusz Sabaudzki | Matka: Irena Grecka            | Babka po kądzieli: Zofia Hohenzollern               | Prababka po kądzieli: Wiktoria Sachsen-Koburgo-Gotha        | Praprababka po kądzieli: Wiktoria Hanowerska                    |

### Rodowód po mieczu
1. Humbert I Białoręki, hrabia Sabaudii, ok. 980-1047[57][58]
2. Otton, hrabia Sabaudii, 1023-1057[59]
3. Amadeusz II, hrabia Sabaudii, 1046-1080[60]
4. Humbert II Mocny lub Gruby, hrabia Sabaudii i Moriany, 1065-1103[61]
5. Amadeusz III Krzyżowiec, hrabia Sabaudii i Moriany, 1087-1148[62]
6. Humbert III Błogosławiony, hrabia Sabaudii i Moriany, 1136-1189[63]
7. Tomasz I, hrabia Sabaudii i Moriany, 1177-1233[64]
8. Tomasz II, hrabia Piemontu, hrabia Flandrii i regent Sabaudii, 1199-1259[65]
9. Amadeusz V Wielki, hrabia Sabaudii i hrabia Aosty i Moriany, 1249-1323[66]
10. Aimone Spokojny, hrabia Sabaudii i hrabia Aosty i Moriany, 1291-1343[67]
11. Amadeusz VI Zielony Hrabia, hrabia Sabaudii i hrabia Aosty i Moriany, 1334-1383[68]
12. Amadeusz VII Czerwony Hrabia, hrabia Sabaudii i hrabia Aosty i Moriany, hrabia Nicei, 1360-1391[69]
13. Amadeusz VIII Spokojny (antypapież Feliks V), hrabia a następnie książę (duca) Sabaudii, książę (principe) Piemontu i Achaii, hrabia Aosty i Moriany, hrabia Nicei i hrabia Genewy 1383-1451[70]
14. Ludwik I, książę Piemontu, książę Sabaudii, hrabia Aosty i Moriany, 1413-1465[71]
15. Filip II, książę Piemontu, książę Sabaudii, hrabia Aosty i Moriany, hrabia Nicei i hrabia Bresse, tytularny król Jerozolimy i Cypru, 1443-1497[72]
16. Karol II lub III Dobry, książę Piemontu, książę Sabaudii, hrabia Aosty i Moriany, hrabia Nicei, tytularny król Jerozolimy i Cypru, 1486-1553[73]
17. Emanuel Filibert Żelazna Głowa, książę Piemontu, książę Sabaudii, hrabia Aosty i Moriany, hrabia Nicei, tytularny król Jerozolimy i Cypru, 1528-1580[74]
18. Karol Emanuel I Wielki lub Głowa z Ognia, książę Piemontu, książę Sabaudii, markiz Saluzzo, hrabia Aosty i Moriany, hrabia Nicei, tytularny król Jerozolimy i Cypru, 1562-1630[75]
19. Tomasz Franciszek, książę Carignano, markiz Salussola, markiz Bosco i Châtelard, markiz Racconigi i Villafranca, 1596-1656[76]
20. Emanuel Filibert, książę Carignano, markiz Racconigi i Busca z Cavallermaggiore, Villafranca, Vigone, Barge, Caselle, Roccavione, Peveragno, Salussola i Boves, 1628-1709[77]
21. Wiktor Amadeusz I, książę Carignano, markiz Racconigi i Busca z Cavallermaggiore, Villafranca, Vigone, Barge, Caselle, Roccavione, Peveragno i Boves, 1690-1741[78]
22. Ludwik Wiktor, książę Carignano, Marchese Racconigi i Busca z Cavallermaggiore, Villafranca, Vigone, Barge, Caselle, Roccavaione, Peveragno i Boves, 1721-1778[79]
23. Wiktor Amadeusz II, książę Carignano, 1743-1780[80]
24. Karol Emanuel, książę Carignano, markiz Racconigi i Busca z Cavallermaggiore, Villafranca, Vigone, Barge, Caselle, Roccavaione, Peveragno i Boves, 1770-1800[81]
25. Karol Albert, król Sardynii, książę Carignano, książę Piemontu, książę Sabaudii, książę Genui, hrabia Barge, tytularny król Cypru i król Jerozolimy, Kustosz Świętego Całunu, 1798-1849[82]
26. Wiktor Emanuel II, król Włoch, król Sardynii, tytularny król Cypru, Jerozolimy i Armenii, oraz m.in. książę: Sabaudii, Carignano, Piemontu, Aosty, Genui, książę i wieczysty wikariusz Świętego Cesarstwa Rzymskiego, Kustosz Świętego Całunu, 1820-1878[4][6][3][1][30]
27. Amadeusz I, król Hiszpanii i książę Aosty, 1845-1890[4][6][3][1][29]
28. Emanuel Filibert, książę Asturii i książę Aosty, 1869-1931[4][6][3][1][7]
29. Aimone, książę Aosty i król Chorwacji, książę krwi 1900-1948[4][6][3][2][1][28]
30. Amadeusz, książę Aosty, książę Sabaudii (sporny), książę Cisterny i Belriguardo, markiz Voghera i hrabia Ponderano, 1943-[4][6][3][2][1]

## Krewni w Europie
- Henryk Orleański, książę Francji, hrabia Paryża, były szwagier (brat byłej żony, Claudii d’Orléans) i kuzyn drugiego stopnia.
- Konstantyn II Grecki, kuzyn pierwszego stopnia (syn cara Pawła I, brata jego matki).
- Sofia Hiszpańska, królowa Hiszpanii, kuzynka pierwszego stopnia (córka króla Pawła I, brata jego matki).
- Michał I Rumuński, kuzyn pierwszego stopnia (syn Heleny Greckiej, siostry jego matki).
- Jan Karol Hiszpański, kuzyn drugiego stopnia – obaj są praprawnukami Wiktorii Królowej Wielkiej Brytanii.
- Filip książę Edynburga, mąż królowej Elżbiety II, kuzyn drugiego stopnia – dziadek Amadeusza, Konstantyn, i ojciec Filipa, Andrzej, byli braćmi.
- Aleksander Jugosłowiański, dziedziczny książę Jugosławii, syn Piotra II Jugosłowiańskiego i królowej Aleksandry, urodzonej jako Aleksandra Grecka, kuzyn drugiego stopnia.
- Wawrzyniec Habsburg-Este, księże cesarski Austrii, książę królewski na Węgrzech i w Czechach i książę Belgii, syn Roberta Este, księcia cesarskiego Austrii, księcia królewskiego na Węgrzech i w Czechach, oraz Małgorzaty Sabaudzkiej-Aosta, córka bohatera z Amba Alagi; kuzyn drugiego stopnia.
- Irena Grecka (1942), kuzyn pierwszego stopnia (córka cara Pawła I, brata jego matki).
- Michał Grecki, ojciec synowej.
- Olga Grecka, synowa.

## Powiązane wpisy
- Wiktor Emmanuel Sabaudzki